# Бонкур-ле-Буа
Бонку́р-ле-Буа́ (фр. Boncourt-le-Bois) — коммуна во Франции, находится в регионе Бургундия. Департамент коммуны — Кот-д’Ор. Входит в состав кантона Нюи-Сен-Жорж. Округ коммуны — Бон.
Код INSEE коммуны — 21088.

## Население
Население коммуны на 2010 год составляло 278 человек.
| 1962 | 1968 | 1975 | 1982 | 1990 | 1999 | 2010 |
| ---- | ---- | ---- | ---- | ---- | ---- | ---- |
| 92   | 123  | 149  | 154  | 205  | 214  | 278  |

## Экономика
В 2010 году среди 177 человек трудоспособного возраста (15—64 лет) 136 были экономически активными, 41 — неактивными (показатель активности — 76,8 %, в 1999 году было 78,9 %). Из 136 активных жителей работали 131 человек (66 мужчин и 65 женщин), безработных было 5 (3 мужчин и 2 женщины). Среди 41 неактивных 15 человек были учениками или студентами, 19 — пенсионерами, 7 были неактивными по другим причинам.